# 헨나디 아브디예옌코
헨나디 발렌티노비치 아브디예옌코(우크라이나어: Геннадій Валентинович Авдєєнко, 1963년 11월 4일 ~ )는 은퇴한 우크라이나의 높이뛰기 선수로 소련을 대표하고, 후에 우크라이나를 대표하였다.

## 생애
오데사에서 태어난 아브디예옌코는 육군 스포츠 사회에서 훈련하였으며, 올림픽과 세계 육상 선수권 대회 둘다에서 금메달을 획득하였다.
아브디예옌코는 무명 선수로 1983년 세계 육상 선수권 대회에 들어갔다. 그의 개인 전력은 2.25m였을 뿐이며, 그해의 주요 예선 경기 스파르타키아다에서 6위를 하였지만 높이뛰기 코치 케이스투티스 샤프카와 팀 감독 이고르 테르오바네시얀은 그를 팀에 포함시키는 데 통과 운동을 벌였다. 세계 선수권 결승전에서 2.30m 혹은 그 보다 낳은 전력들과 함께 13명의 선수들을 상대로 아브디예옌코는 카운트백에 미국의 타이크 피크를 꺾어 기대하지 않은 금메달을 획득하는 데 7cm에 의하여 자신이 개인 전력을 향상시켰다.
1987년 인디애나폴리스에서 열린 세계 실내 선수권에서 2위를 한 아브디예옌코는 2.38m의 새 개인 전력이자, 소련 실내 기록을 넘었으나 출발점에서 도료 선수 이고르 파클린에게 패하였다. 그해 로마에서 열린 실외 선수권에서 다시 2.38m를 넘어 파클린과 동점을 매겼으나, 파트리크 셰베리가 카운트백에 우승하여 금메달은 내기에 있지 않았다.
그러고나서 그는 1988년 서울 올림픽에서 불참한 쿠바의 세계 기록 보유자 하비에르 소토마요르가 빠지면서 또 하나의 금메달을 획득하였다. 그는 아직도 2.38m를 다시 넘었으며 이번에 그는 그 크기를 제거한 단 하나의 선수였다.
아브디예옌코는 오데사 기술 연구소를 졸업하여 냉장 장비에서 숙련공으로 일하였다.